# Curro Torres
Cristóbal Emilio Torres Ruiz, kallad Curro Torres, född 27 december 1976 i Ahlen i Västtyskland, är en spansk före detta fotbollsspelare.
Torres föräldrar kom från Granada och emigrerade till Tyskland för att förbättra sina jobbsituationer. När deras son var nyfödd flyttade de ner till Spanien och bosatte sig i Katalonien.

## Klubbkarriär
Torres började sin karriär i UDA Gramenet innan han gick till Valencia CF säsongen 1997/1998. Han spelade regelbundet med B-laget i två säsonger innan han lånades ut till Recreativo de Huelva och CD Tenerife från 1999-2001. I Tenerife var han tillsammans med Mista och Luis García en nyckelspelare. Laget vann uppflyttning till högstadivisionen La Liga inför säsongen 2000/2001 under dåvarande tränaren Rafael Benítez.
Torres återvände senare till Valencia, där han blev en värdefull lagspelare då klubben vann ligan två gånger och UEFA-cupen 2003/2004 (återigen under tränaren Benítez). Från år 2005 och framåt skulle hans karriär dock kantas av flera skador. Han spelade, trots allt, 17 matcher säsongen 2006/2007, främst på vänsterbackspositionen då Emiliano Moretti uteblev.
Inför säsongen 2007/2008 lånades Torres ut till nykomlingarna i La Liga Real Murcia. Han var tyvärr svårt skadedrabbad under sin tid där, och återvände sedermera till Valencia efter bara två spelade matcher med laget.

## Internationell karriär
Torres debuterade för det spanska landslaget den 14 november 2001 i en vänskapsmatch mot Mexiko och var en del av Spaniens trupp i VM 2002 där han fick framträda mot Sydafrika.

## Meriter
- La Liga: 2001/2002, 2003/2004
- UEFA-cupen: 2003/2004
- Europeiska Supercupen: 2004